# Rude Pribićke
 Rude Pribićke  falu Horvátországban Zágráb megyében. Közigazgatásilag Krašićhoz tartozik.

## Fekvése
Zágrábtól 38 km-re délnyugatra, községközpontjától 6 km-re északra, a Zsumberki-hegységben fekszik.

## Története
A falunak 1857-ben 79, 1910-ben 152 lakosa volt. Trianon előtt Zágráb vármegye Jaskai járásához tartozott. 2011-ben 21 lakosa volt. 

## Lakosság
| Lakosság változása | Lakosság változása | Lakosság változása | Lakosság változása | Lakosság változása | Lakosság változása | Lakosság változása | Lakosság változása | Lakosság változása | Lakosság változása | Lakosság változása | Lakosság változása | Lakosság változása | Lakosság változása | Lakosság változása | Lakosság változása |
| ------------------ | ------------------ | ------------------ | ------------------ | ------------------ | ------------------ | ------------------ | ------------------ | ------------------ | ------------------ | ------------------ | ------------------ | ------------------ | ------------------ | ------------------ | ------------------ |
| 1857               | 1869               | 1880               | 1890               | 1900               | 1910               | 1921               | 1931               | 1948               | 1953               | 1961               | 1971               | 1981               | 1991               | 2001               | 2011               |
| 79                 | 106                | 136                | 158                | 156                | 152                | 157                | 191                | 158                | 127                | 119                | 103                | 76                 | 51                 | 39                 | 21                 |

## Külső hivatkozások
Krašić hivatalos oldala